# 呉大猷
呉 大猷（ご だいゆう、1907年9月27日 - 2000年3月4日）は、中国出身の物理学者である。カナダ、アメリカ合衆国、台湾、中国本土で活動した。「中国の物理学の父」と呼ばれている。

## 生涯
呉は清朝末期の広州・番禺で1907年9月27日に生まれた。1929年に天津の南開大学を卒業した。大学院進学のためアメリカ合衆国に渡り、1933年にミシガン大学でPh.Dを取得した。
大学院卒業後は中国（当時は中華民国）に戻り、北京大学や西南聯合大学などで教鞭をとった。1949年、国共内戦で中国国民党が中国共産党に敗れると、呉はカナダに渡った。
呉は1963年まで、カナダ国立研究機構の理論物理学部門の長だった。1960年代、呉はバッファロー大学物理学・天文学部の学部長を務めた。1962年以降、呉は中華民国の様々な役職を歴任した。1983年から1994年まで、中央研究院院長を務めた。90歳を過ぎても講義を行い、2000年3月4日に92歳で死去した。

## 業績
呉の博士論文は、アクチノイド系列の当時未発見の超ウラン元素（プルトニウムやアメリシウムなど）の化学的性質の理論的予測に関するものだった。その後は、固体物理学、分子物理学、統計物理学およびその他の理論物理学の研究を行った。また、後進の指導も行い、教え子の中には1957年のノーベル物理学賞受賞者である楊振寧と李政道がいる。
呉は書籍を数冊刊行している。その中で有名なのは、モノグラフ"Vibrational Spectra and Structure of Polyatomic Molecules"（「多原子分子の振動スペクトルと構造」、1939年）と、大学院生向けの教科書"Quantum Mechanics"（「量子力学」、1986年、共著）、"Relativistic Quantum Mechanics and Quantum Fields"（「相対論的量子力学と量子場」、1991年）である。

## 栄誉
- 2002年、中華民国行政院科技部（現 国家科学及技術委員会）は「呉大猷記念賞」を創設した。
- バッファロー大学物理学科やミシガン大学物理学科は「呉大猷レクチャー」を開催している[2][3]。
- 2008年に天文学者の林啓生（イタリア語版）と叶泉志（イタリア語版）が発見した小惑星（番号256892）は「呉大猷」(Wutayou)と命名された[1][4]。